# Jan Moravec
Jan Moravec (Svitavy, 13 luglio 1987) è un calciatore ceco, centrocampista dello Zbrojovka Brno.